# 必殺! 三味線屋・勇次
『必殺! 三味線屋・勇次』（ひっさつ! しゃみせんや・ゆうじ）は、1999年に松竹京都映画株式会社（現・松竹撮影所）・株式会社グランプリ・株式会社ミュージアム（現・オールインエンタテインメント）の製作で、松竹株式会社で配給公開された映画である。監督は石原興。
『新・必殺仕事人』の登場人物である「三味線屋・勇次」を主役に据えた作品である。
『必殺仕掛人』から続いた世界観における「必殺シリーズ」の一旦の完結編でもある。

## 概要
「必殺シリーズ」としては『必殺始末人』以来2年ぶりに製作され劇場公開された作品である。当初は小規模公開の予定であったが、当初松竹邦画系で公開予定だった『しあわせ家族計画』の製作遅れにより全国公開に公開規模格上げとなった。また、『必殺!』を冠した劇場用映画としては『必殺! 主水死す』以来3年ぶりに製作・公開された。当初のタイトルは『必殺三味線屋勇次 闇の糸』だったが、『必殺!』を冠した劇場用映画として公開が決定した際に改題された。
もともとは中条きよしの座長公演『必殺三味線屋勇次』（1998年、大阪・新歌舞伎座）の流れを汲む新しいテレビシリーズとして中条が企画を出したが、当時の朝日放送、および松竹の経営難もあり実現しなかった。そこで、中条が主演していたオリジナルビデオの製作会社である「ミュージアム」および親会社の「グランプリ」の企画として劇場映画版が実現した。なお、勇次が主演したテレビシリーズには第22作『必殺仕切人』（1984年）があるが、主演はあくまでお国こと京マチ子であった。
藤田まことが『主水死す』に続き出演しているが、特別出演としての扱いである。藤田が演じたかつての上方の仕事人の元締だった大道芸人・伝兵衛は、殺し道具に吹き矢と匕首を用いているが、当初はカーリング爆弾を予定していた。これは陶器に火薬を仕込み、床に油を垂らしてカーリングの要領で相手を爆死させるというものであったが、撮影直前に変更となり、最後まで使用されることはなかった（実際、小道具まで製作されスタジオに準備されていた）。また、伝兵衛が勇次に「八丁堀の旦那はん（中村主水）はどないしはったんや?」と尋ね、死んだと聞かされて「はぁ、そらご愁傷さまで…」というマニア心理をくすぐる場面も撮影されたが、劇場公開時にはカットされた。
伝兵衛が連れ子であるお千代とお駒の2人に稼いだ金をせびられる姿は藤田が演じた中村主水が姑・嫁のせん・りつにいびられる姿に近いものがある。
当初、監督は初期から中期のテレビシリーズに演出で参加し、数々の名作を放った蔵原惟繕が予定されていたが、撮影の開始が遅れ、蔵原が次の作品に取り掛からなければならなくなったため、やむなく降板。代わってシリーズのメインカメラマン（撮影技師）を務めた石原興が『必殺始末人』に続いてメガホンを取った。
しかし、興行としては惨敗に終わった。

## あらすじ
媚薬・回春丸の副作用で命を落とす者が出た。犠牲者の家族が回春丸の製作元・上総屋を攻め立てるなか、上総屋・九兵衛とその娘おゆきが行方知れずとなる。それから三年…。
三味線屋・勇次とともに柳橋で烏山の検校の仕置を無事終えた仕事人・弥助は、おとよの屋台「夜明かし」で丈吉という青年と、未だ年端も行かぬその弟を拾い、面倒を見る。その夜、鳥越の岩松を仕掛けに出向いた弥助だったが、先生と呼ばれる浪人に先を越され、岩松を仕留められてしまう。
回春丸の副作用で父親を失った才蔵は、「夜明かし」の主人・おとよが行方不明だった上総屋の娘おゆきであることを突き止める。川へ身投げしたおゆきは、弥助に助けられ、おとよと名を変えて生きていたのだ。才蔵は回春丸の件でおとよを咎めるが、勇次に諌められその場を立ち去る。
そしてある日、叶屋の主人が倒れ、その場に居合わせた才蔵は一計を図り、薬種問屋・富喜屋の療養所に潜り込む。そこで才蔵は、今も富喜屋が回春丸を売さばき、それによって廃人となった患者を富喜屋が隠しているという事実を知る。
また、富喜屋は回春丸の製法を聞き出すために、上総屋・九兵衛を捕らえて監禁していた。真相の暴露を才蔵に託した九兵衛は自害し、富喜屋の手下に見つかって逃げ出した才蔵もまた、偶然居合わせた勇次にことの真相を告げた後、死んでしまう。
おとよの父・九兵衛の死と富喜屋の悪行を目にした弥助は、勇次に富喜屋一味の仕置を持ちかけるが、おとよと将来を誓い合う弥助の心情を察する勇次は、仕事に私情を挿めば目が曇り、目が曇れば必ず仕損じると、仕事を断わる。
勇次の言葉に一旦は納得した弥助であったが、鳥越の岩松殺しの仕事人・内田平内を仲間にして、富喜屋に乗り込む。が、的を目の前にしながらも、火盗改方・坂巻重次郎の奸計にはまり、捕らえられた弥助は仕事人の恐ろしさを悪人共に告げ、自害して果てる。
さらし首となった弥助の首の前には、悲しみに佇むおとよと、二人の無念を受け止める、勇次ら仕事人たちの姿があった。

## キャスト

### 仕事人
- 三味線屋の勇次 - 中条きよし
- 髪結いの弥助 - 阿部寛
- お喜和（窃盗集団の元締） - 名取裕子
- 伝兵衛（弥助の上方時代の元締） - 藤田まこと

### その他
- おとよ（上総屋・おゆき） - 天海祐希
- 富喜屋・藤兵衛 - 中尾彬
- 火盗改方・坂巻重次郎 - 石橋蓮司
- 内田平内（仕事人） - 清水健太郎
- 叶屋おせき - 研ナオコ
- 岩松平吾郎 - 成瀬正孝
- 浜町の浅吉 - 本田博太郎
- お千代・お駒 - ウォーターハウス美希・亜耶
- 丈吉 - 三国一夫
- 花屋 - 野村沙知代
- 上総屋・九兵衛 - 入川保則
- 烏山の検校 - 火野正平
- 才蔵 - 金山一彦

## キャッチコピー
- 「天がだまっているのなら…… 復讐の必殺! 恨みはこの世で晴らします」
- 「赤鬼、青鬼、この世は不景鬼（ふけいき）! 世鬼末（せいきまつ）は悪人だらけ。」
- 「帰ってきたぞ、仕事人!」

## スタッフ
- 製作者 - 櫻井洋三（松竹）・北側雅司（グランプリ）
- 脚本 - 野上龍雄
- 監督 - 石原興
- 音楽 - 平尾昌晃、長部正和
- 監督補 - 酒井信行
- 撮影 - 藤原三郎
- 照明 - 中島利男
- 編集 - 園井弘一
- 殺陣 - 宇仁貫三
- MA - アオイスタジオ
- タイトル - マリンポスト
- 現像 - IMAGICA
- プロデュース - 佐々木勇（松竹）・中島仁（ミュージアム）
- 後援 - 朝日放送、衛星劇場
- 制作協力 - 沢井プロダクション

## 主題歌
- 中条きよし「あの日の嘘のつぐないに」（バンダイ・ミュージックエンタテインメント）

作詞：水木れいじ、作曲：岡千秋、編曲：若草恵